# اگراهر (رایچور)
اگراهر (رایچور) (به انگلیسی: Agrahar (Raichur)) یک منطقهٔ مسکونی در هند است که در کارناتاکا واقع شده‌است.